# 알레한드라 바로스
알레한드라 바로스(Alejandra Barros, 1971년 8월 11일 ~ )는 멕시코의 배우이다.